# هانجیانگ
هانجیانگ (به لاتین: Hanjiang District, Putian) یک سکونتگاه مسکونی در جمهوری خلق چین است که در پوتیان واقع شده‌است.